# Cesário Lange
Cesário Lange is een gemeente in de Braziliaanse deelstaat São Paulo. De gemeente telt 14.979 inwoners (schatting 2009).

## Aangrenzende gemeenten
De gemeente grenst aan Cerquilho, Laranjal Paulista, Pereiras, Quadra en Tatuí.